# Palazzo delle Poste (Brescia)
Il Palazzo delle Poste è un edificio razionalista e futurista di Brescia, sito nella centrale Piazza Vittoria e inaugurato nel 1932 su progetto dall'architetto e urbanista romano Marcello Piacentini.

## Storia
La costruzione del Palazzo delle Poste e dei Telegrafi di Brescia è legata più in generale alla vicenda costruttiva di Piazza Vittoria, in seguito a un decennio di dibattito sulla trasformazione urbanistica della città, che già aveva visto la demolizione di alcuni edifici del quartiere medievale delle Pescherie dagli anni Ottanta del Novecento.
La vera e propria demolizione dell'area a partire dalla fine degli anni Venti del Novecento, con l'abbattimento delle case e degli spazi commerciali, le espropriazioni di circa 200 edifici e il trasferimento di 3 000 abitanti in periferia, fu ufficialmente giustificata dalla scarsa igiene e dall'elevato degrado della zona, sebbene voci discordanti, come quella dell'ingegnere bresciano Alfredo Giarratana, la descrivessero come vivace e ricca di fermento sociale per via delle numerose botteghe.
Dopo un concorso indetto dal Comune di Brescia nel 1927, che non decretò alcun vincitore per l’inattuabilità dei progetti proposti, si decise a metà del 1928 di affidare la realizzazione del nuovo piano regolatore a Marcello Piacentini, che già faceva parte della giuria e che era in quel momento l’architetto più famoso d’Italia al servizio del fascismo, affiancato dal rappresentante di ciascun gruppo di architetti che erano stati decretati migliori durante il concorso ossia Pietro Aschieri, Luigi Piccinato e i due bresciani Mario Dabbeni e Alfredo Giarratana. Il piano venne terminato il 25 ottobre 1928 e fu approvato il 3 novembre dal Podestà di Brescia Pietro Calzoni: tra le tante modifiche previste alla struttura della città, solo il progetto di Piazza della Vittoria venne effettivamente realizzato.
Le prime demolizioni iniziarono nel 1928 e nell’aprile 1929 il piano di Piacentini ricevette l’approvazione definitiva anche da parte della Soprintendenza e iniziò l’effettiva fase esecutiva.

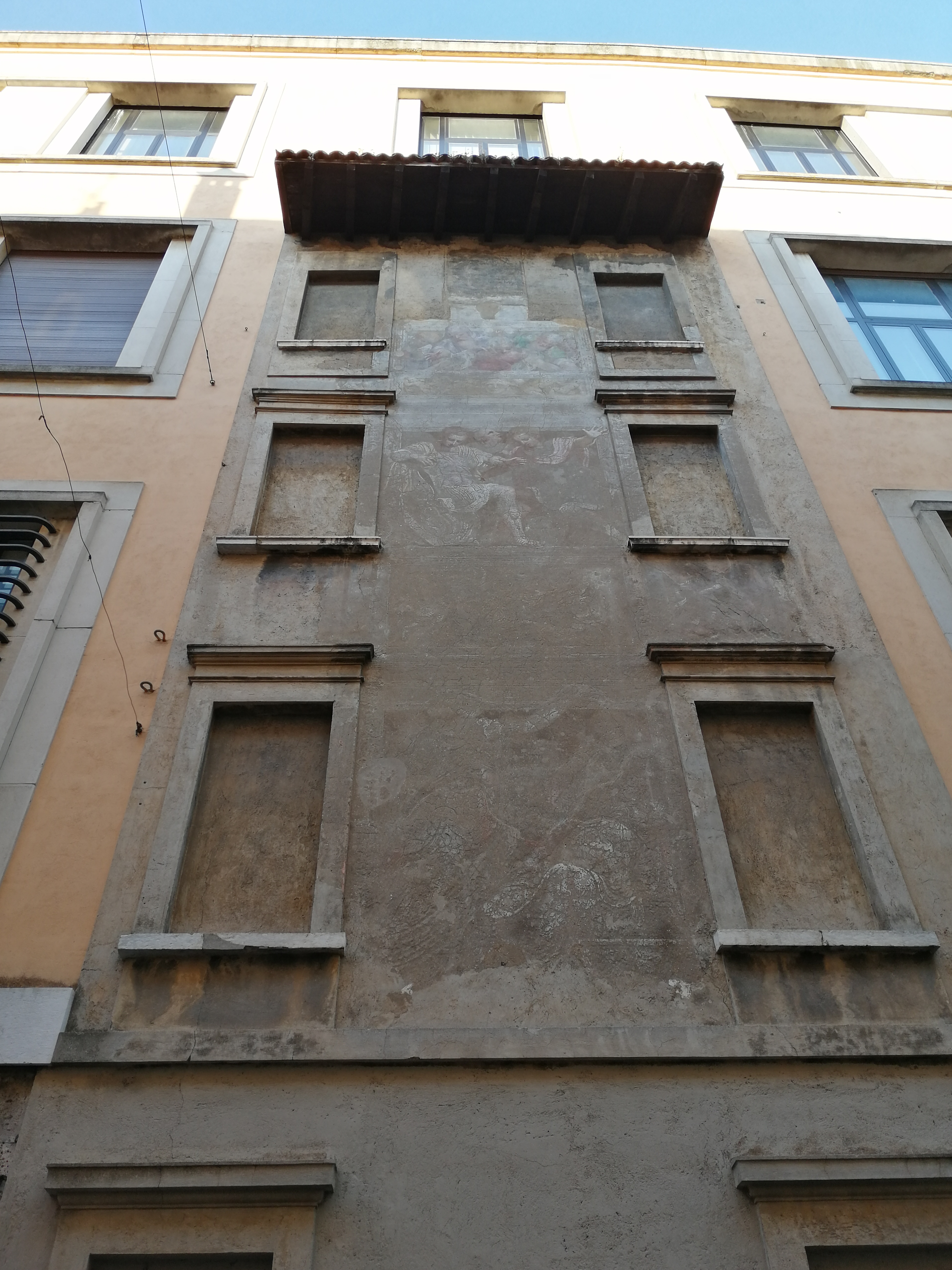
La casetta cinquecentesca affrescata da Lattanzio Gambara inglobata nel Palazzo delle Poste, detta "Muro delle lacrime"

Presero l'avvio, quindi, i veri e propri sventramenti, anche con l’abbattimento della chiesa di Sant'Ambrogio e di alcuni resti di epoca romana e alto-medievali. La sospensione dei lavori avvenne solo nel 1930 per volere del Soprintendente Modigliani che si oppose alla demolizione di una casetta del ‘500 affrescata, sulla facciata, dal pittore Lattanzio Gambara, perché considerato un edificio monumentale e perché il suo mantenimento era stato previsto da un precedente accordo stipulato tra la Soprintendenza e il Comune nel febbraio del 1929. Piacentini giustificava l’abbattimento con la volontà di creare una facciata uniforme ed organica, prevedendo lo stacco degli affreschi e la loro conservazione in museo. Alla fine si mantenne la facciata affrescata incastonata nella parete laterale del nuovo Palazzo delle Poste, come unica testimonianza del vecchio quartiere delle Pescherie, ma nacque anche un acceso dibattito intorno alla decisione presa dal Soprintendente, con conseguenti numerosi atti vandalici sugli affreschi, fino a prendere il nome di “muro delle lacrime”, titolo eloquente di uno scritto apparso nella rivista “Brescia, rassegna mensile illustrata” nel maggio 1931.
La piazza venne inaugurata da Benito Mussolini in persona il 2 novembre 1932 in occasione del primo decennale dell’Era Fascista.
Il Palazzo delle Poste continua a svolgere il medesimo servizio postale degli anni trenta.

## Descrizione

### Esterno
(Renato Pacini, La sistemazione del centro di Brescia dell’architetto Marcello Piacentini)

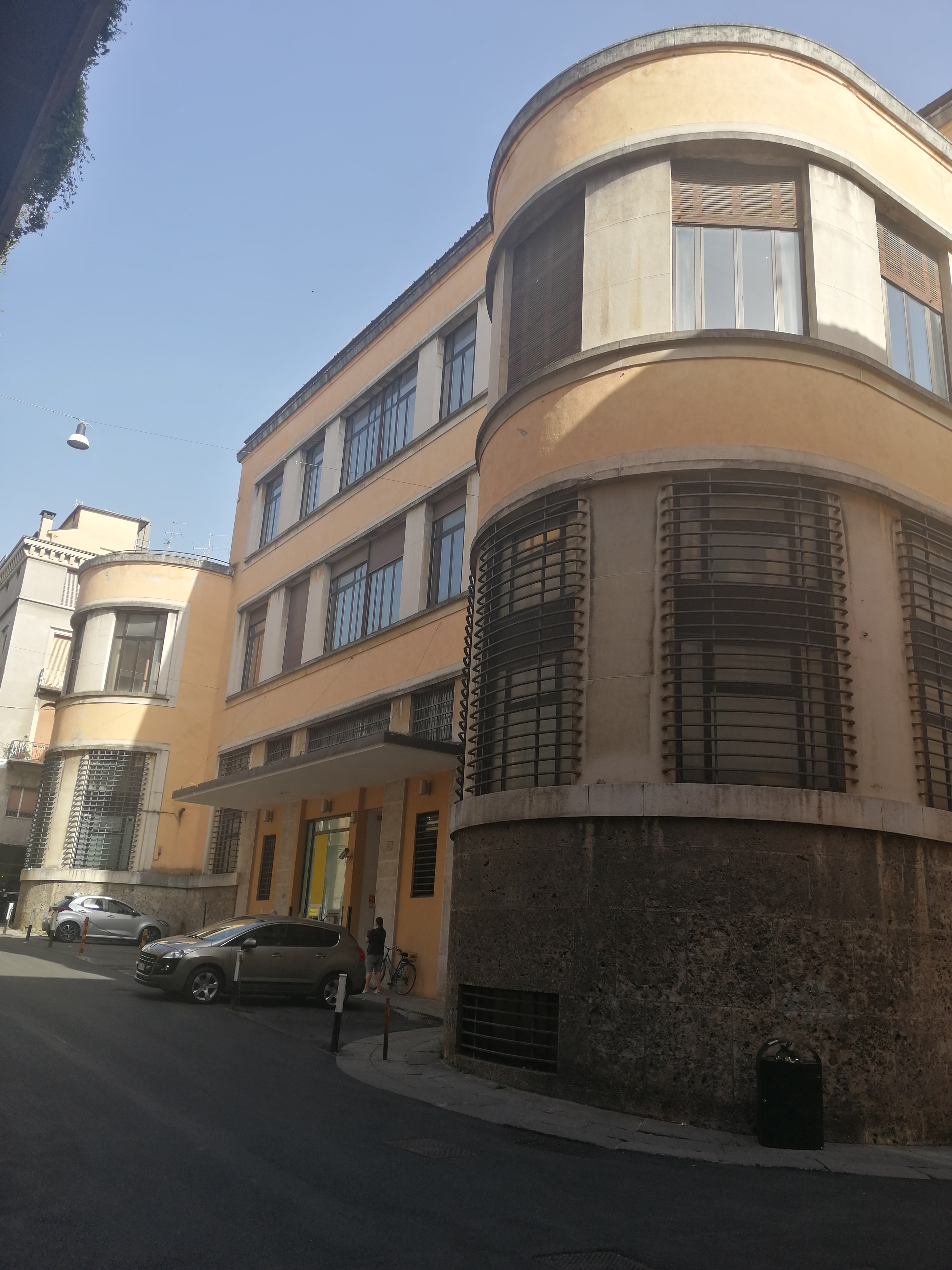
Il retro del Palazzo delle Poste

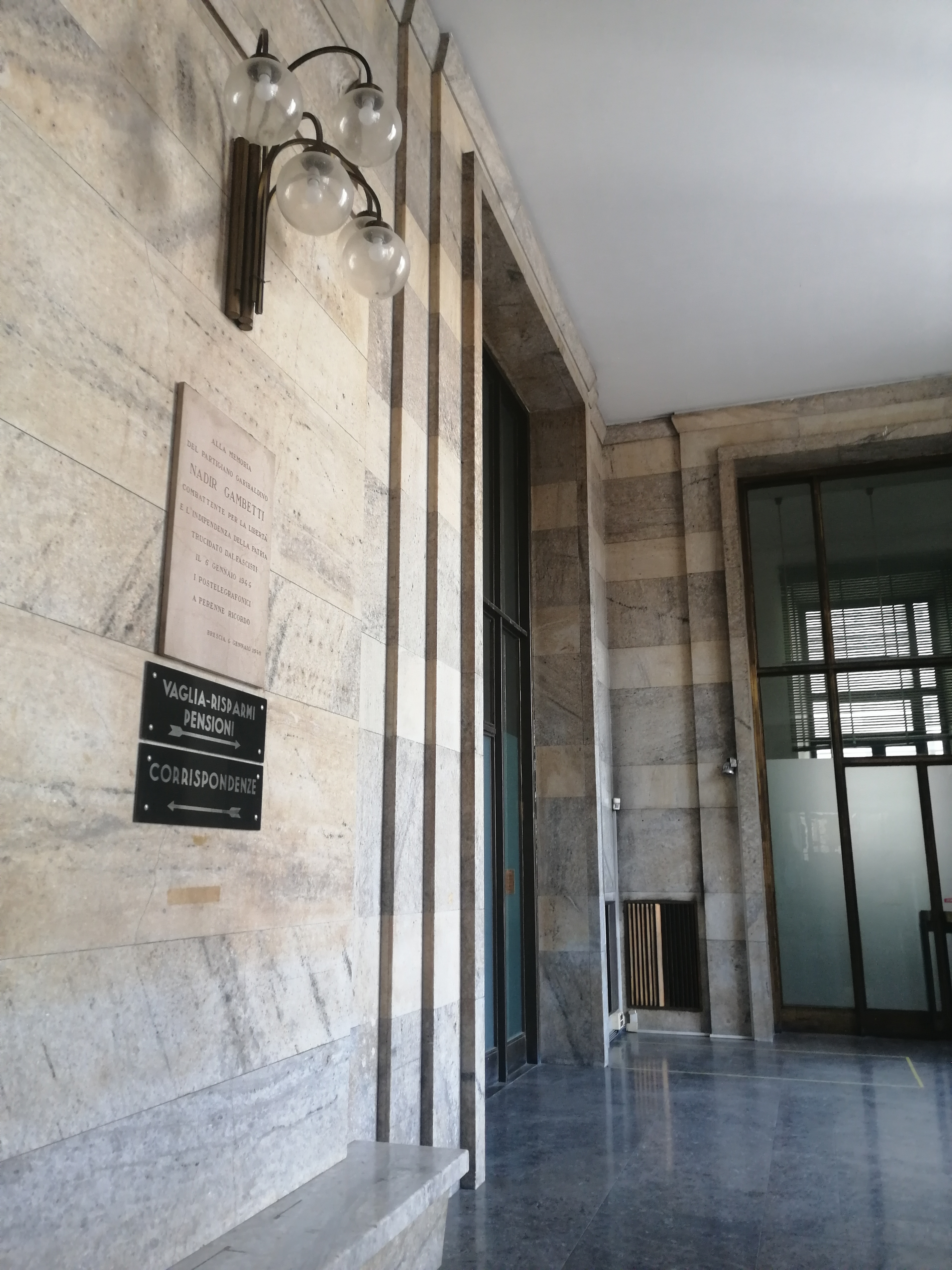
L'interno del Palazzo delle Poste di Brescia

La facciata monumentale è costituita da una grande scalinata da cui s’innalzano pilastri in marmo liscio in bande di colore chiaro e scuro alternato. La facciata occidentale moderna, costituita da una base in marmo grigio e da tre registri di finestre in alzato,  è interrotta dal cinquecentesco "muro delle lacrime" affrescato da Lattanzio Gambara. Sul retro due torrette ribassate spezzano il ritmo della muratura donando movimento alla facciata.

### Interno
(Renato Pacini, La sistemazione del centro di Brescia dell’architetto Marcello Piacentini)
Il Palazzo delle Poste occupa 1994 m². ed è costituito da un seminterrato per magazzini ed archivi, dal pian terreno per i servizi al pubblico e da tre piani superiori per gli uffici. Lo stile è austero ed elegante, e vede l'utilizzo di marmi chiari e dettagli in ferro battuto.